# Лю Юйси
Лю Юйси (кит. трад. 劉禹錫, упр. 刘禹锡, пиньинь Liú Yǔxí, совр. пиньинь Liú Yǔxī, 772—842) — китайский литератор (поэт и прозаик) эпохи империи Тан.

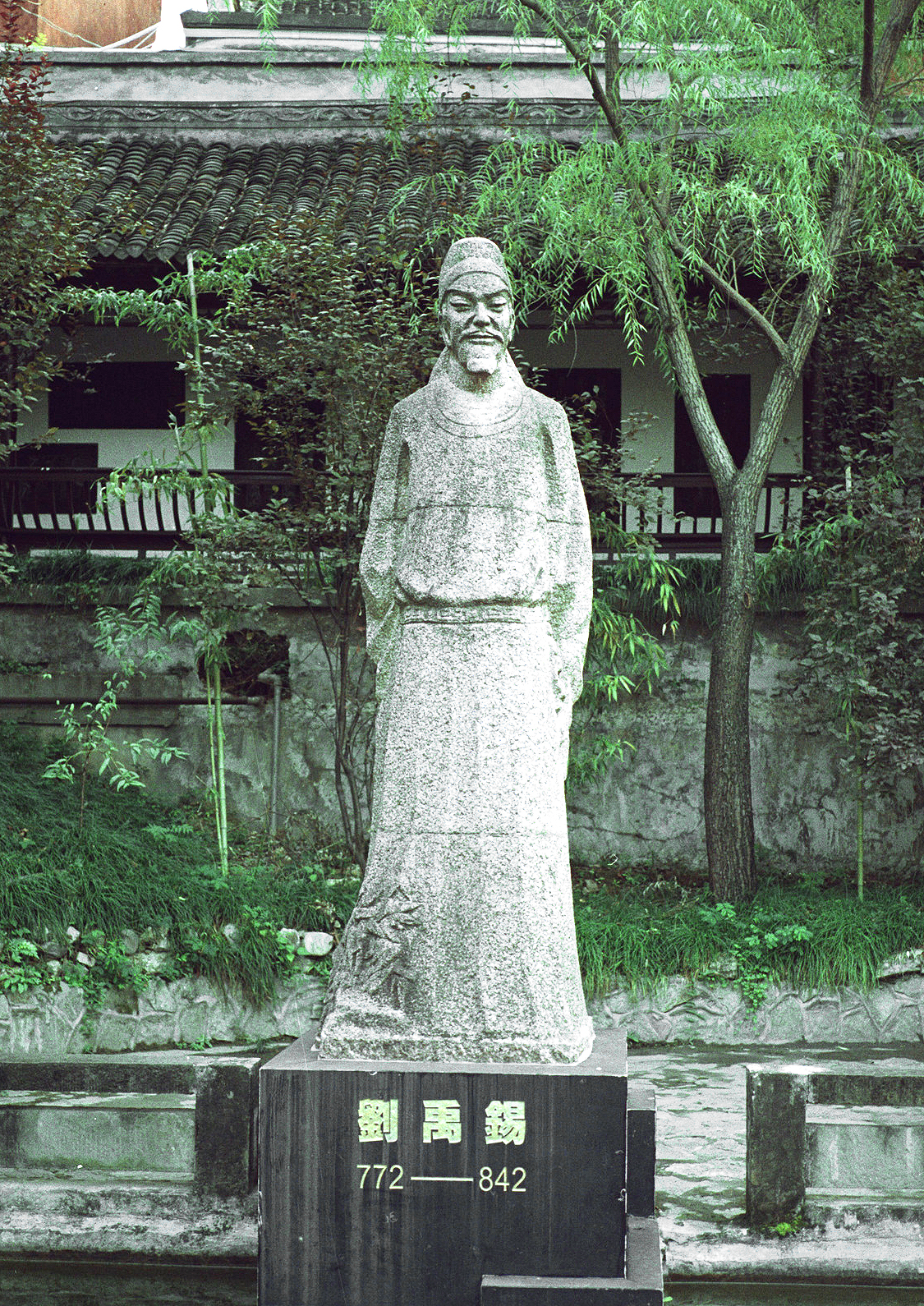
Статуя Лю Юйси в Байдичэне

Родился в Цзясине (современная провинция Чжэцзян) в семье столичного чиновника, который был вынужден спасаться на юге от ужасов восстания Ань Лушаня. Получил классическое образование, с детства начав писать стихи. В 793 году сумел сдать государственные экзамены и сразу получил высшую учёную степень цзиньши и должность в цензорате, позже став сторонником влиятельного министра Ван Шувэня. После восшествия в 805 году на престол Шунь-цзуна пытался вместе с Ван Шувэнем организовать проведение ряда необходимых, с их точки зрения, реформ, но безуспешно. В том же году новым императором стал Сянь-цзун, разрушивший влияние Ван Шувэня и сославший Лю Юйси в Ляньчжоу.
В 815 году с разрешения императора Лю вернулся в Чанъань, но в том же году за сатирические стихи о правительстве был снова сослан в Ляньчжоу, будучи назначен секретарём руководителя префектуры. В 819 году временно оставил службу в связи со смертью матери и вернулся к работе только в 821 году.
К этому времени императором стал Му-цзун, назначивший Лю Юйси губернатором Куйчжоу. В 826 году Лю Юйси ушёл в отставку, переехав в родной Лоян, но в 828 году был вновь призван на службу императором Вэнь-цзуном. В 831 году он был назначен помощником губернатора Сучжоу, а затем — главой Жучжоу. В 836 году окончательно вышел в отставку по состоянию здоровья и вернулся в родной город, где и прожил до конца жизни.
За свою жизнь Лю Юйси написал около 800 стихотворений и целый ряд эссе по вопросам управления и различных государственных и общественных проблем и вопросов. При жизни считался мастером политической сатиры — тематика большинства его стихотворений связана с политическими событиями в стране. Также писал лирические поэмы и стихи в жанре юэфу, являющиеся переложением народных песен и баллад. Самое известное подобное его произведение — «Песня ветки бамбука».

## В филателии
18 октября 2010 года в рамках серии из четырёх  почтовых марок КНР «Слива, орхидея, бамбук, хризантема» (кит. упр. 梅兰竹菊) тиражом 12,0992 млн экземпляров была выпущена марка, посвящённая бамбуку. На ней приведён текст стихотворения Лю Юйси «Тинчжу» (庭竹).